# Renouvellement de l'air intérieur

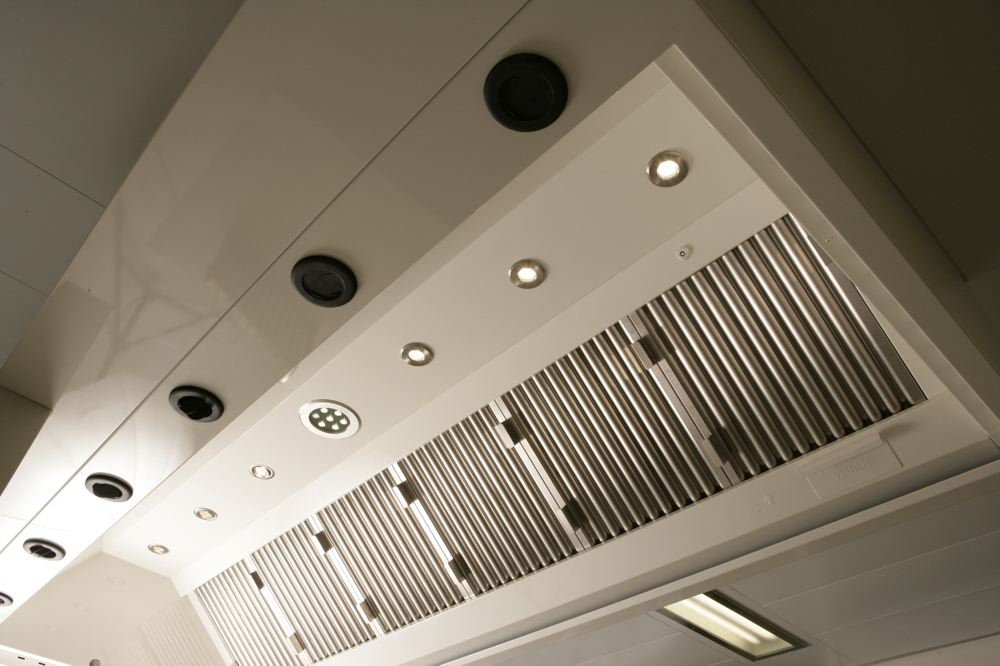
Grille de renouvellement d'air

Le renouvellement ou renouvèlement de l'air des volumes intérieurs est une nécessité dans le domaine de l'architecture et de la conception des habitacles. Ses enjeux concernent le confort, la santé, mais aussi les économies d'énergie.
La ventilation peut être passive ou mécaniquement assistée.

## Pourquoi aérer
Il est nécessaire de renouveler l'air intérieur d'une pièce habitée, d'un habitacle de véhicule, d'un élevage, d'une serre, tout d'abord parce que la respiration animale (ou végétale, la nuit) y diminue la quantité de dioxygène disponible, augmente la quantité de gaz carbonique et d'humidité. Ce renouvellement est particulièrement important dans les enceintes totalement fermées (station spatiale, véhicule spatial, sous-marin, certains avions, etc.).
L'air intérieur étant de deux à cinq fois plus pollué que l'air extérieur, l'aération fréquente est plus que nécessaire. La présence des polluants à la ville ou à la campagne est plus faible le matin et le soir, l'aération est donc recommandée à ces moments de la journée.  

### Sources de pollution
- La présence d'humains ou d'animaux, voire de certaines plantes, génère des odeurs qui peuvent être désagréables (sueur, gaz, etc.) ; d'autant plus si la promiscuité et la température sont élevées.
- Tout être vivant produit de l'humidité (expiration, transpiration générant de la condensation sur les parois froides, condensations qui favorisent les moisissures ).
- L'air intérieur se charge rapidement de particules, gaz et microbes (éventuellement pathogènes ; voir flore bactérienne ou fongique), virus, etc. notamment dans certains endroits (toilettes, cuisines, salle de bains, locaux poubelle, etc.).
- Certaines activités humaines produisent des gaz ou des odeurs (cuisine, cheminées).

L'« Institut de la Terre » (Earth Institute) de l'université Columbia estime qu'environ 1,5 million de personnes meurent chaque année dans le monde parce qu'elles sont exposées aux fumées, gaz et goudrons de foyer non fermé pour le chauffage, ou la cuisine, dans l'intérieur de leur logement (maison, hutte, tente, bidonville...).
- Les produits d'entretien, désinfectants ou produits divers utilisés pour la rénovation ou le travail peuvent être sources d'émanations gênantes à toxiques.
- Certaines activités produisent des émanations dangereuses (risque toxique, corrosif, microbien ou d'explosion, avec dans le pire des cas Embrasement généralisé éclair...).
- Les aménagements et matériaux modernes, notamment les colles de matières plastiques (moquettes, certains sols plastiques ou de linoléum, divers objets en plastique ou outils électroménagers, émettent des produits organiques volatils (POV), qui à long terme peuvent être toxiques (notamment cancérigènes ou reprotoxiques).
- Du radon peut s'accumuler dans les lieux fermés particulièrement dans les sous-sols et demi sous-sols d'où le radon s'infiltre dans les locaux occupés.
- La prolifération d'acariens peut causer des allergies chez les personnes allergiques (par contact avec leurs excréments).

### Effets sur la santé
L’air intérieur peut être plus pollué que l’air extérieur. Cela peut entraîner des effets sur la santé selon le sexe, l’âge des personnes exposées, leur durée d’exposition ou encore le type de pollution. Certains polluants présents dans l’air intérieur sont suspectés par de nombreuses études scientifiques d’être allergènes, mutagènes, neurotoxiques, cancérigènes, reprotoxiques ou irritants. Selon l’Organisation mondiale de la santé (OMS), la pollution de l’air intérieur serait responsable de 2 millions de décès prématurés. Face à ce constat, des médecins de l'Association santé environnement France (ASEF) ont lancé une étude sur la pollution de l'air au sein des crèches. Celle-ci a révélé l’importance du lieu de construction des crèches, de leur mode de construction et de leur ameublement.

## Mauvaise aération fréquente
En théorie et en moyenne, on estime que l'air d'une maison ancienne se renouvelle en ½ heure, que celui d'une maison moderne non isolée se renouvelle en 1 heure, et que sans ventilation, l'air d'une maison bien isolée se renouvelle en 10 heures, mais ce n'est pas toujours le cas en réalité. 
- Le sondage du Baromètre Santé-Environnement de 2007 en France a montré que 5,1 % des Français disent avoir bouché les orifices d’aération durant les 12 derniers mois.
Huit personnes sur dix (84,1 %) disent aérer quotidiennement leur logement en hiver et 60,5 % se disent équipées d’une ventilation mécanique contrôlée (VMC). Concernant l’entretien des appareils de chauffage et conduits d’aération : 69,2 % des personnes possédant une cheminée disent l'avoir fait ramoner au cours de l’année précédente, et 70,8 % de celles possesseurs d’appareils de chauffage utilisant une source combustible ont fait appel à un professionnel qualifié au cours des douze derniers mois pour vérifier leur état.
- Une étude récente[4],[5] a porté sur la ventilation de 567 logements jugés représentatifs des 24 millions de résidences principales du pays. 50 % de ces logements dataient d’avant 1967, 1969 et 1982, dates des premières réglementations imposant une aération permanente minimale. 
L’étude a montré que près de 20 % des logements réalisés après 1975 ne respectaient aucune de ces deux réglementations. De plus, l'étude a montré que la ventilation mécanique contrôlée (VMC) n’était pas plus efficace que la ventilation passive naturelle (ces 2 modes d’aération constituant l’aération de 70 % environ du parc étudié). 56 % des logements étudiés, en particulier ceux construits de 1969 à 1982, présentaient un débit total d'air insuffisant et ne respectant pas la loi.

Le taux de CO2 et le débit de renouvellement d’air nocturne ont été mesurés dans les chambres à coucher. Dans les logements datant d’après 1982, les débits étaient moindres et homogènes, et à peu près similaires pour tous les systèmes de ventilation sur l’ensemble du parc étudié (VMC ou avec ventilation naturelle). 
L’OQAI a aussi montré que le fait d’ouvrir la nuit une  porte ou une fenêtre d’une chambre y améliorait fortement le débit de renouvellement d’air nocturne, quel que soit le système de ventilation présent. Et des études antérieures avaient déjà montré qu'aérer une chambre la nuit avait peu d’effet sur les taux de formaldéhyde libérés par les sources habituelles d'une maison, il faut donc parallèlement en diminuer les sources en utilisant des écomatériaux. 
L'OQAI conduit aussi des études (en cours) sur les origines du formaldéhyde, et sur la relation entre ventilation, pollution et humidité.
Ces problèmes sont souvent exacerbés par l'isolation croissante des logements et par le temps croissant que nous passons dans les locaux et les habitacles de véhicules :
- L'isolation thermique se développe pour économiser l'énergie en évitant les fuites de chaleur dans les bâtiments à faible hauteur. Dans les édifices élevés (à plusieurs étages), la ventilation mécanique est d'autant plus nécessaire que les vitres y sont souvent scellées.
- La climatisation en circuit fermé se développe ; mais un minimum d'air extérieur doit être introduit dans le bâtiment.
- L'isolation phonique plus fréquente et souvent nécessaire, diminue aussi le renouvellement d'air qui se faisait naturellement dans les maisons anciennes, mal isolées ou avec cheminées.
- Enfin, les systèmes de climatisation consistant à évacuer les calories à l'extérieur peuvent être responsables de bulles de chaleur auto-entretenues (le climatiseur renvoie la chaleur à l'extérieur, ce qui réchauffe l'environnement et l'habitat s'il est mal isolé, ce qui force le climatiseur à fonctionner en entretenant un cercle vicieux), notamment dans les quartiers urbains denses ou les cours fermées. La climatisation contribue au phénomène d'îlot de chaleur urbain.

## Solution
Dans les pays où ces problèmes ont été pris en compte, des normes de construction fixent un débit minimal, en général on estime que la moitié de l'air d'une pièce doit être renouvelé par heure. S'il n'y a pas de circulation d'air spontanée, il faut avoir recours à une ventilation mécanique contrôlée (VMC) ou une ventilation mécanique des bâtiments par insufflation (VMI).
Le principal problème consiste à concilier isolation, économies d'énergie et renouvellement de l'air. En effet, un renouvellement spontané suppose une circulation d'air avec l'extérieur, et donc une fuite de chaleur (l'air chaud sort) ou d'air frais. Sans précaution, l'isolation phonique est également fortement diminuée. (Les sons pénètrent par les ouvertures permettant le passage de l'air).
Il existe des entrées d'air dites « acoustiques » (ECA) permettant de laisser passer l'air tout en arrêtant les sons. 
Pour le problème de fuites thermiques, il existe plusieurs solutions :
- Le « puits canadien » (ou « puits provençal ») prélève l'air venant de l'extérieur en le faisant passer dans un long  tuyau situé sous terre jouant le rôle d'échangeur thermique passif (la température sous quelques dizaines de centimètres sous terre étant globalement constante, l'air s'y réchauffe en hiver et se rafraîchit en été) ; on perd de l'énergie par l'air sortant, mais on en dépense moins pour mettre l'air entrant à la température visée ;
- La ventilation mécanique à double flux : un échangeur de chaleur permet à l'air entrant de s'approcher de la température de l'air sortant ;
- La surventilation nocturne : dans les entreprises, on utilise un flux d'air modéré durant la journée, et on utilise un flux d'air important la nuit ; il y a trois avantages :
  - L'électricité est en général moins chère la nuit ;
  - Le bruit de la ventilation ne gêne personne ;
  - En hiver, l'arrivée d'air froid ne gêne personne, il a le temps d'être réchauffé le matin à l'arrivée des employés ; en été, on prélève l'air au moment où il est le plus frais.

On peut aussi faire varier la ventilation en fonction du taux d'humidité utilisé ou du taux de CO2, le confort à une température donnée dépendant beaucoup du taux d'humidité et du CO2. On sait qu'un fort taux de CO2 diminue la vigilance et le rendement du personnel jusqu'à 15 %.

## Problèmes en cas d'incendieet d'accident industriel
Le feu est alimenté par l'oxygène de l'air. Dans un bâtiment où l'air circule facilement (maison mal isolée, entrepôt), le feu se développe relativement rapidement. Si par contre l'air circule mal, le feu se développe plus lentement, mais on risque un accident thermique lors de l'ouverture d'une porte ou d'une fenêtre (pour la fuite des occupants et l'intervention des pompiers).
Une des principales préoccupations des pompiers est donc la maîtrise de l'air, et notamment :
- Fermer au maximum les ouvertures pour éviter les entrées d'air et la propagation de la fumée qui, elle, doit être évacuée ;
- Couper les VMC et les systèmes de climatisation, qui, outre l'apport d'air, provoquent un mélange des gaz et de l'air et une homogénéisation de la température (naturellement, l'atmosphère se stratifie, les gaz chauds et toxiques se trouvent en haut, l'air froid et respirable en bas) ;
- Certaines procédures opérationnelles prévoient une ventilation opérationnelle destinée à chasser la fumée, pour faciliter les opérations d'évacuation et d'extinction, mais cette technique est difficile à maîtriser.

Par ailleurs, certains accidents industriels peuvent provoquer des émanations de gaz toxiques (fuite, explosion, accident de la route ou catastrophe ferroviaire impliquant un camion- ou un wagon-citerne). Dans ces cas-là, l'unique mesure de protection des populations est le confinement, ce qui implique de limiter au maximum le renouvellement de l'air : couper les VMC et climatisations, fermer toutes les ouvertures (portes, fenêtres, trappes), boucher les aérations et les fuites (dessous de porte), et couper toutes les flammes (chauffe-eau, cuisinière). Ceci devrait être une conduite réflexe en cas d'alerte aux populations, avant même de connaître l'origine du problème, sauf cas particulier (par exemple, alerte spéciale pour les zones en aval des barrages ou pour les zones côtières menacées de tsunami).

## Cas particuliers

### Aération des habitacles d'automobiles
Le problème de renouvellement de l'air se pose aussi pour les automobiles. En effet, le véhicule est dans le flux de la circulation exposé à la pollution des véhicules le précédant, et les matières plastiques sont de plus en plus utilisées par les constructeurs (avec une odeur caractéristiques de « neuf », incluant des polluants organiques volatils, en particulier lorsque la voiture chauffe au soleil. Par ailleurs, les entrées d'air se situent en général sur le capot, à la base du pare-brise. Elles permettent à un air très pollué par les gaz d'échappement des véhicules précédents de pénétrer dans l'habitacle, en particulier dans les tunnels, voies en tranchées et rues très achalandées et peu aérées.
Une enquête menée par l’Association Santé Environnement France a mesuré la qualité de l’air à l’intérieur des voitures dans 3 villes françaises : Paris, Marseille, Grenoble. L’enquête a retrouvé à l’intérieur des voitures des taux important d’oxydes d’azote et de particules fines .
Une étude récente a montré que la pollution de l'air mesurée en bord de route ne reflète pas ce qui est respiré à l’intérieur des habitacles (de plus pour éviter les dégradations les capteurs sont parfois placés à plus de 2 m de hauteur et en recul par rapport aux grands axes). L'étude a mesuré la pollution intérieure de l’habitacle d’un véhicule équipé d’appareils de mesure en continu des polluants de l’air intérieur (particules, NO, NO2, SO2, ozone, etc.). Au fur et à mesure, l’environnement du véhicule et son trajet et sa vitesse étaient mesurés avec l’aide notamment d’un GPS et d’une caméra fixée à l’avant. La première partie de l'étude a porté sur 2 parcours différents : 72 km en agglomération rouennaise et 400 km en agglomération parisienne (soit 5 000 km au total)[pas clair]. À titre de comparaison, la pollution de proximité a aussi été mesurée (en bordure de route) et la pollution de fond (en ville) enregistrée à Rouen.
Résultats : 
- Les filtres classiques d’habitacles sont peu performants : ils laissent passer la grande majorité des particules émises par les moteurs Diesel (et on n’a pas ici mesuré les nanoparticules) ;
- NO2 : 200 µg/m3 en moyenne dans l’habitacle, soit 10 fois plus que la pollution de fond (22 µg/m3 à Rouen), et plus de deux fois la pollution de proximité (75 µg/m3 à proximité de la route) ;
- Particules : jusqu'à 40 fois plus dans l’habitacle que ce qui est mesuré dans la pollution de fond ;
- Fumées noires (suspectées d'être cancérigènes et impliquées dans de nombreux problèmes de santé, asthme, allergies...) ; une heure passée dans l'habitacle en circulant, équivaut à 24 heures de fond urbain hors véhicule.
- Les concentrations dans l’habitacle  varient peu entre Paris et Rouen, sont plutôt homogènes sur la totalité du parcours hormis deux cas de figures :
  - les tunnels (400 µg/m3 pour le NO2 en moyenne, et la moitié de la dose qui imposerait de fermer un site industriel, pour la partie terminale du tunnel de la Défense),
  - rouler dans le sillage d’un bus ou d’un camion (ex. : 6 min dans le sillage d’un bus équivaut à 8 heures de fond urbain…)
- Passer plus d’1 h/jour en voiture dans le flux de circulation, revient à dépasser très largement le seuil d’alerte de la population (200 µg/m3 de NO2 au maximum 18 h/an).
- Les taux de polluants de l’habitacle varient selon la proximité et les caractéristiques des véhicules suivis, plus que selon la densité du trafic.
- La position du pot d’échappement a une importance : ceux des camions orientés vers la route augmentent fortement la pollution au ras du sol en Europe, alors qu'aux États-Unis, le pot dirigé vers le haut pollue moins les basses couches, mais contribue alors à une pollution plus largement dispersée.

L'auteur recommande de ne pas activer la ventilation dans un tunnel ou quand on sent l'odeur des échappements dans l’habitacle, si possible avant d'être dans cette situation et conclut que les études épidémiologiques d’exposition aux polluants automobiles devraient maintenant aussi tenir compte du temps passé en voiture.
Les concentrations de particules de 300 µg/m3 et des concentrations de NO2 de 2 000 µg suffisent à provoquer une ischémie myocardique à l’effort (ou « angine de poitrine ») chez les insuffisants cardiaque, or ces taux sont susceptibles d'être atteints dans un habitacle de voiture. Des aménagements de voirie peuvent favoriser la dispersion des polluants pour éviter l’effet « canyon » (en sachant que c’est aussi disperser la pollution plus loin) et exposer un plus grand nombre de gens à de faibles doses.

### Cas des habitacles de tracteurs
Les conducteurs de tracteurs et engins agricoles sont exposés à des poussières quand il fait chaud et sec, à des germes (virus, bactéries, champignons lors des épandages de lisiers et fumiers) et parfois à leur propre fumée de diesel ou à celle d'un autre engin agricole, et aussi à des pesticides (lors des épandages) ou résidus ou métabolites de pesticides toxiques. Les tracteurs modernes sont pour cette raison équipés d'une climatisation avec filtration de l'air plus ou moins efficace (il faut un filtre à charbon activé régulièrement changé pour épurer l'air des pesticides qu'il véhicule).

## Précision scientifique du langage
L'ADEME considère que l'argument « plantes dépolluantes » n'est pas validé scientifiquement au regard des niveaux de pollution généralement rencontrés dans les habitations et des nouvelles connaissances scientifiques dans le domaine.